# IC 3215
IC 3215 је спирална галаксија у сазвјежђу Береникина коса која се налази на листи објеката дубоког неба у Индекс каталогу.
Деклинација објекта је + 26° 3' 6" а ректасцензија 12h 22m 10,2s. Привидна величина (магнитуда) објекта IC 3215 износи 14,8 а фотографска магнитуда 15,4. IC 3215 је још познат и под ознакама UGC 7434, MCG 4-29-68, CGCG 128-84, KUG 1219+263, PGC 40040.